# Lilly King
Lilly King (ur. 10 lutego 1997 w Evansville) – amerykańska pływaczka, trzykrotna mistrzyni olimpijska, rekordzistka świata na 100 m stylem klasycznym.

## Lata młodości
Córka Marka i Ginny, ma młodszego brata Alexa. Pływanie zaczęła trenować w wieku 7 lat. Studentka Indiana University. W młodości trenowała także biegi przełajowe.

## Kariera
W 2015 została wicemistrzynią Stanów Zjednoczonych na 100 m stylem klasycznym, a także wywalczyła srebrny medal uniwersjady w tej samej konkurencji i brązowy w sztafecie 4 × 100 m stylem zmiennym.
W 2016 zdobyła złoty medal olimpijski na 100 m stylem klasycznym, pobijając z czasem 1:04,93 s rekord olimpijski. Na dwukrotnie dłuższym dystansie była 12. z czasem 2:24,59 s. King płynęła także w amerykańskiej sztafecie zmiennej 4 × 100 m, którą wygrała w finale olimpijskim. W tym samym roku została także mistrzynią świata na krótkim basenie na 50 m stylem klasycznym z czasem 28,92 s oraz w sztafecie 4 × 50 m stylem klasycznym z czasem 1:43,27 s (rekord świata), a także wicemistrzynią na 100 m stylem klasycznym.
W 2017 wystartowała na mistrzostwach świata, na których wygrała na 50 m stylem klasycznym, ustanawiając z czasem 29,40 s rekord świata, 100 m stylem klasycznym, ustanawiając z czasem 1:04,13 s rekord świata oraz w sztafecie 4 × 100 m stylem zmiennym, która z czasem 3:51,55 s ustanowiła rekord świata i sztafecie mieszanej 4 × 100 m stylem zmiennym, która z czasem 3:38,56 s ustanowiła rekord świata, a także była 4. na 200 m stylem klasycznym z czasem 2:22,11 s. Została także mistrzynią USA na 50, 100 i 200 m stylem klasycznym.